# Eduard Bürklein

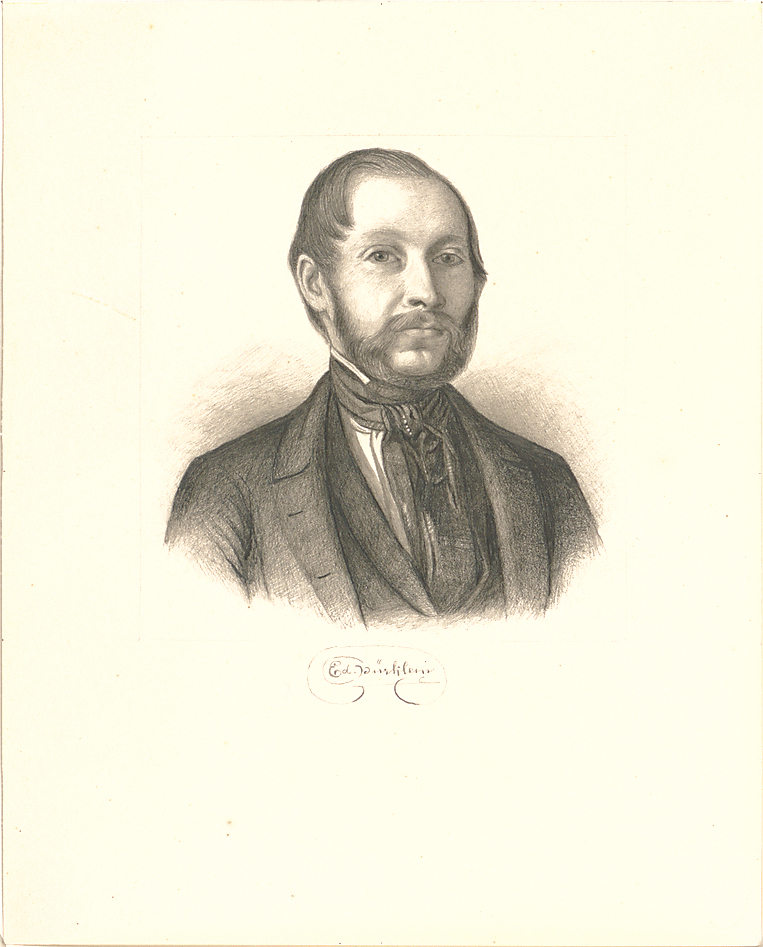
Eduard Bürklein

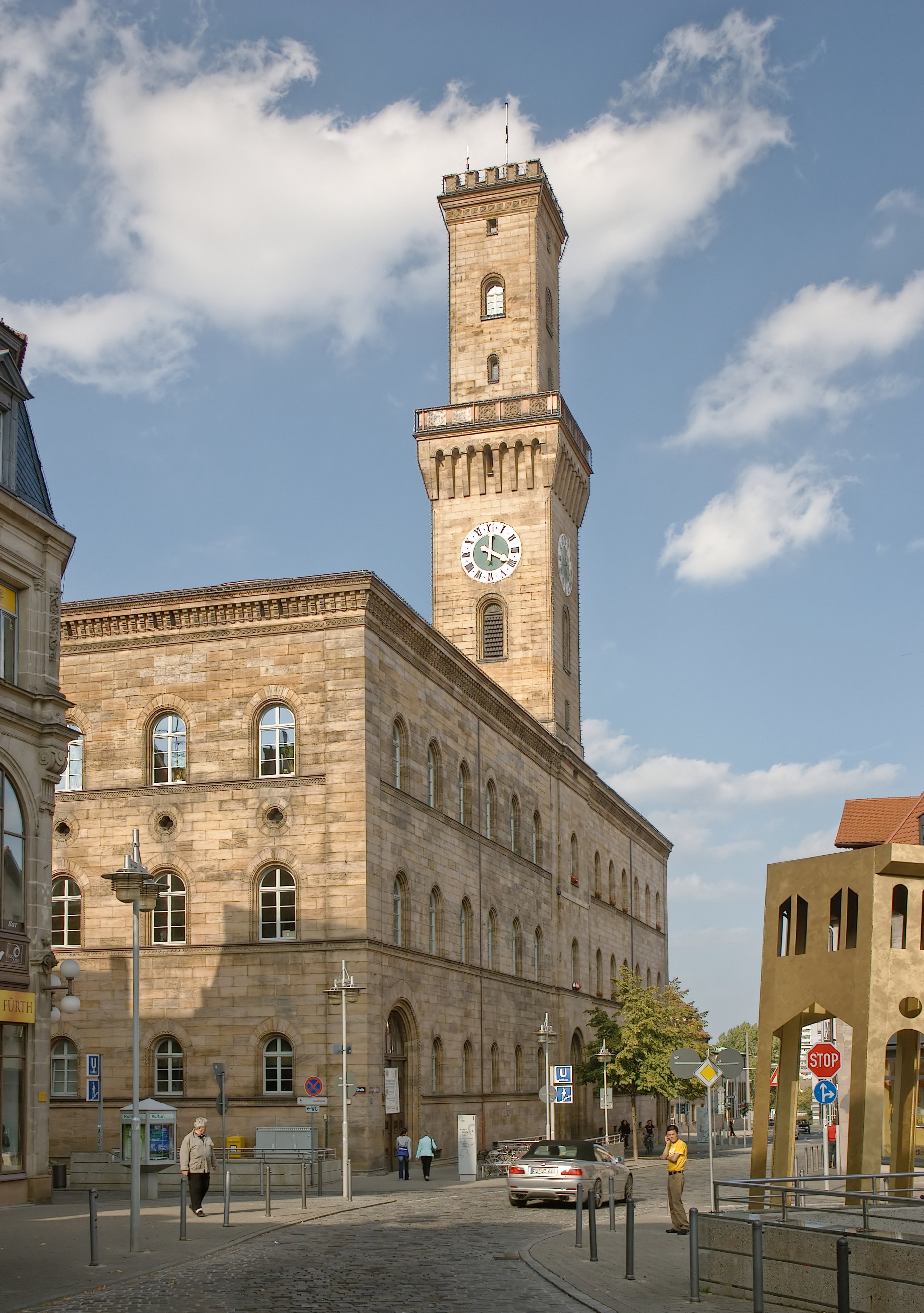
Rathaus von Fürth

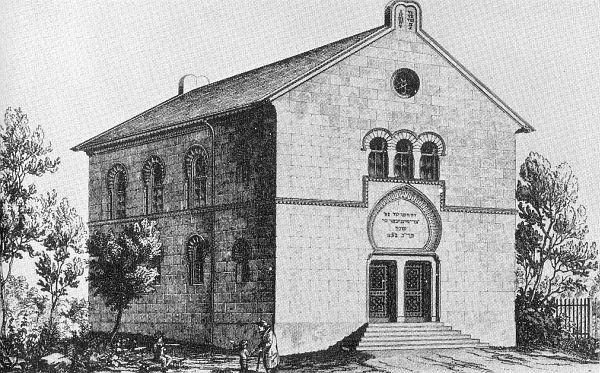
Synagoge in Heidenheim

Eduard Bürklein (* 19. März 1816 in Dinkelsbühl; † 27. Mai 1871 in Unterpeissenberg) war, wie sein Bruder Georg Friedrich Christian Bürklein als Architekt und Ingenieur vielseitig im bayerischen Raum tätig. Unter anderem errichtete er 1840 bis 1844 das Rathaus von Fürth im Rundbogenstil. Der Turm des Rathauses ist dem Palazzo Vecchio in Florenz nachgeahmt und zählt zu den Wahrzeichen der Stadt.
Er zählt zu den Schülern Friedrich von Gärtners. Zuletzt war er als Bezirksingenieur bei der Generaldirektion der königlich bayerischen Verkehrsanstalten angestellt. Er starb 1871 in Unterpeissenberg und wurde auf dem Alten Südlichen Friedhof in München beigesetzt.

## Werke (Auswahl)
- 1840–1844: Rathaus in Fürth (zusammen mit Friedrich Bürklein)
- 1851–1853: Synagoge in Heidenheim (zerstört)
- 1859: Pfarrkirche Enheim
- 1863: Schranne in Weißenburg in Bayern